# Rajput

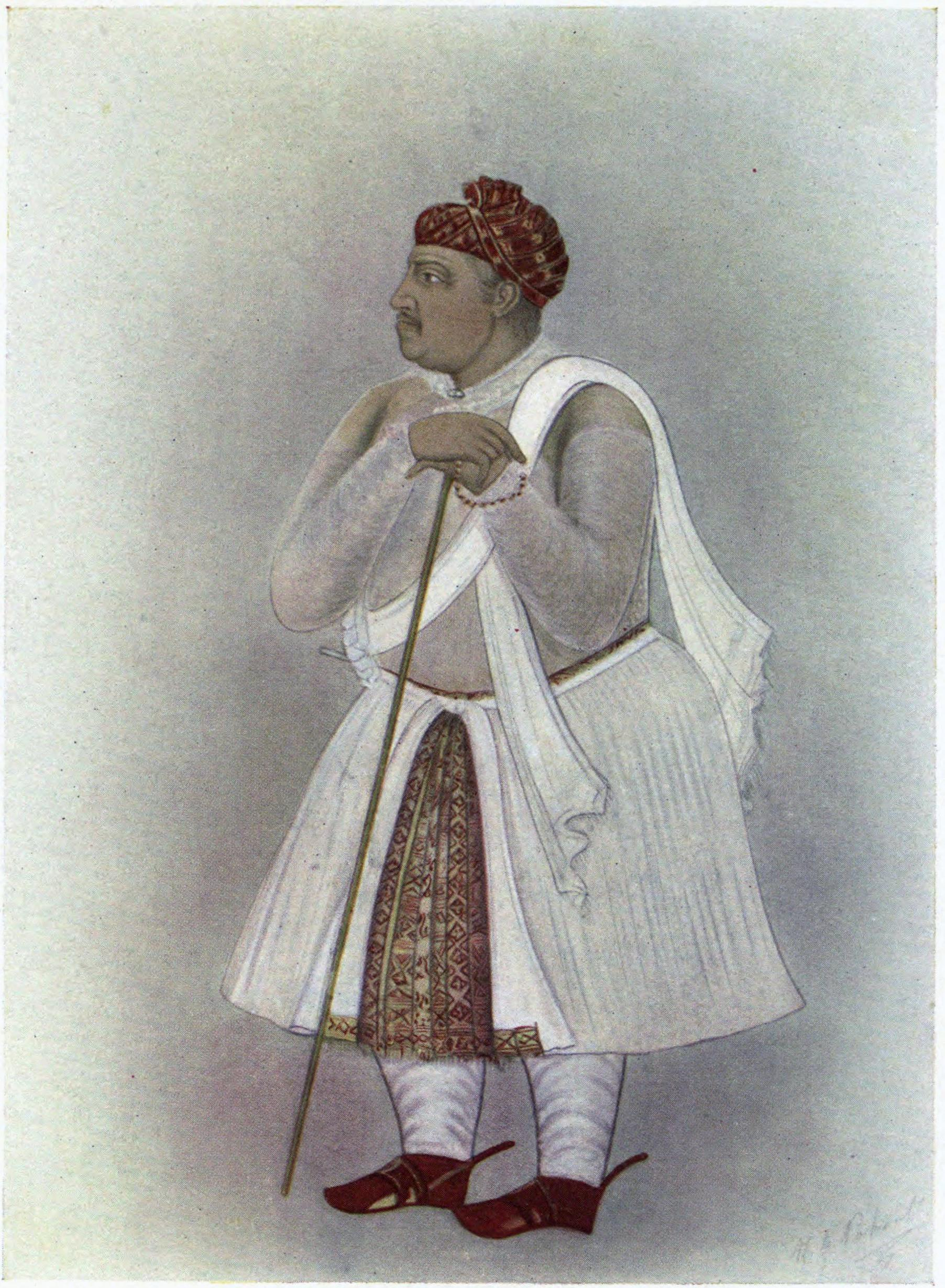
Raja Man Singh the Great, illustration till "The Rajputs a fighting race" från 1915

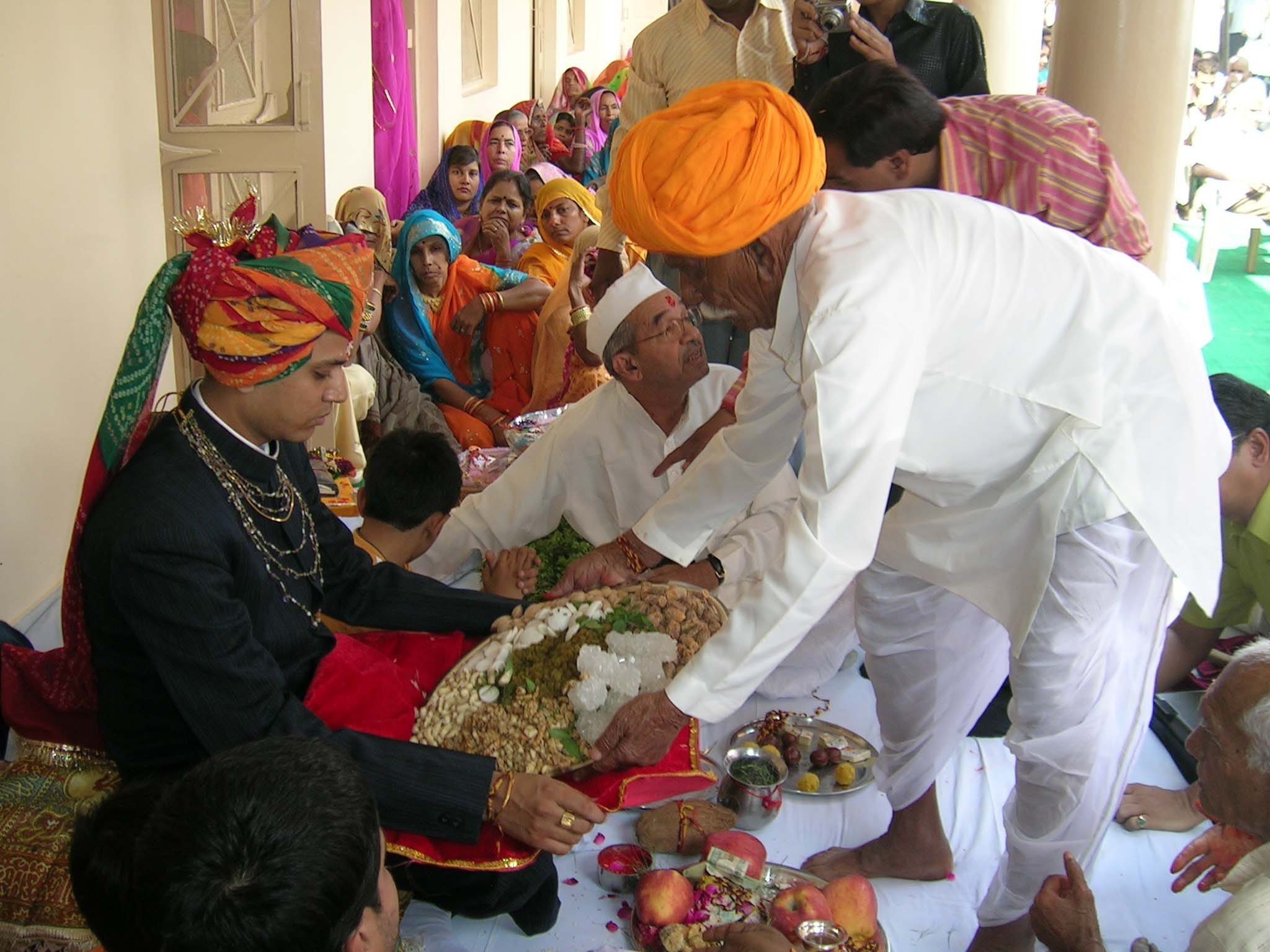
Bröllopsfest hos rajputs, 2006

Rajput (från sanskrit: raja-putra, "kungason") är en nord- och centralindisk folkgrupp, boende i ett område som idag delvis hör till Pakistan. Deras totala antal uppskattas i början av 2000-talet till cirka 12 miljoner. Traditionellt har de utgjort en landägande överklass som sett sig som en del av den hinduiska krigarklassen kshatriya. Oavsett detta har de idag mycket varierande social status, från fursteätter till vanliga jordbrukare. De flesta rajputer är hinduer men det finns också många som är muslimer eller sihker.
Äldre källor karakteriserar gruppen som en ras, men den idag vanligaste beskrivningen är att rajputs är en grupp av patrilineära klaner med mytologiska förfäder, alltså en intern organisation som bara delvis har inordnats i ett hierarkiskt uppbyggt kastsystem.
Från c:a 800-talet e.Kr dominerades nordindien av ett antal rajputdynastier. Perioden 1210-1858 rådde i stort sett muslimsk dominans över området (Delhisultanatet, Mogulriket), men många små hinduiska rajputiska kungariken fanns kvar. De fortlevde även under det brittiska styret, och vid Indiens självständighet slogs de flesta av dem ihop till delstaten Rajastan.
Traditionen från och identifieringen med de tidigare Rajput-rikena är fortfarande levande i  Rajasthan. I traditionen ingår att överklassens kvinnor ska hållas i avskildhet, en sed utvecklad under påverkan av islam. Det har också funnits ett ideal att gifta kvinnor ska följa sin man i döden genom sati (änkebränning). Det är oklart i hur hög grad detta har tillämpats i praktiken, och seden är idag olaglig, kraftigt fördömd och praktiskt taget utdöd.
I traditionen ingår också de högättade männens beredskap att dö i strid, en inställning som idag tolkas mera bildligt, och en förpliktelse för de styrande att vara generösa mot sina undersåtar. Den brittiska kolonialmakten klassade rajputs som en "krigarras" (martial race) och rekryterade många till den brittiska armén i Indien och även till regementen som deltog i första och andra världskrigen.
Idag är rajputs en av de folkgrupper som klassas som forward class/caste inom Indiens reservation policy, och därmed inte har någon förtur till offentliga arbeten, utbildning eller politisk representation. Detta har lett till politiska protester från rajputs som hävdar att de därmed diskrimineras.